# 滇榛
滇榛（学名：Corylus yunnanensis）为桦木科榛属的植物，是中国的特有植物。分布在中国大陆的贵州、云南、四川等地，生长于海拔2,000米至3,700米的地区，常生长在山坡灌丛中，目前尚未由人工引种栽培。